# Gastrosaccus mediterraneus
Gastrosaccus mediterraneus är en kräftdjursart som beskrevs av Mihai Bacescu 1970. Gastrosaccus mediterraneus ingår i släktet Gastrosaccus och familjen Mysidae. Inga underarter finns listade i Catalogue of Life.